# Freier Turn- und Sportverein 1922 Straubing 2019-2020
Questa voce raccoglie le informazioni riguardanti il Freier Turn- und Sportverein 1922 Straubing nelle competizioni ufficiali della stagione 2019-2020.

## Organigramma societario
Area direttiva
- Presidente: Ingrid Senft

Area tecnica
- Allenatore: Benedikt Frank
- Allenatore in seconda: Marc d'Andrea
- Assistente allenatore: Emilia Prib

Area sanitaria
- Fisioterapista: Patrick Fränzel

## Rosa
| N° | Nome                 | Ruolo | Data di nascita   | Nazionalità sportiva |
| -- | -------------------- | ----- | ----------------- | -------------------- |
| 1  | Ragni Steen Knudsen  | S     | 24 luglio 1995    | Norvegia             |
| 2  | Celin Stöhr          | C     | 22 novembre 1993  | Germania             |
| 3  | Naomi Janetzke       | S     | 15 agosto 2001    | Germania             |
| 3  | Lisanne Meis         | P     | 31 dicembre 1996  | Germania             |
| 3  | Sofia Turlà          | P     | 3 febbraio 1998   | Italia               |
| 4  | Paula Morgenroth     | L     | 7 aprile 1999     | Germania             |
| 5  | Oda Løvø Steinsvåg   | C     | 28 novembre 2000  | Norvegia             |
| 7  | Valbona Ismaili      | S     | 24 febbraio 2003  | Germania             |
| 8  | Julia Schaefer       | S     | 3 luglio 1996     | Germania             |
| 10 | Lena Große Scharmann | O     | 24 aprile 1998    | Germania             |
| 11 | Tionna Williams      | C     | 10 settembre 1996 | Stati Uniti          |
| 13 | Lisa Izquierdo       | S     | 29 agosto 1994    | Germania             |
| 16 | Sophie Dreblow       | L     | 9 luglio 1998     | Germania             |
| 18 | Magdalena Gryka      | P     | 28 marzo 1994     | Germania             |

## Risultati

### 1. Bundesliga

#### Girone di andata
| 1ª giornata - 5 ottobre 2019 Turmair Volleyballarena, Straubing        | FTSV Straubing | 3 - 0 | Wiesbaden      | 25-22, 25-22, 26-24               |
| 2ª giornata - 12 ottobre 2019 MBS Arena Potsdam, Potsdam               | Potsdam        | 3 - 0 | FTSV Straubing | 25-10, 25-22, 25-13               |
| 3ª giornata - 23 ottobre 2019 Turmair Volleyballarena, Straubing       | FTSV Straubing | 0 - 3 | MTV Stoccarda  | 21-25, 22-25, 19-25               |
| 4ª giornata - 26 ottobre 2019 Sporthalle Neuköllner Straße, Aquisgrana | PTSV Aachen    | 3 - 0 | FTSV Straubing | 25-17, 25-19, 25-22               |
| 5ª giornata - 9 novembre 2019 Turmair Volleyballarena, Straubing       | FTSV Straubing | 3 - 0 | Suhl           | 25-20, 25-16, 25-18               |
| 6ª giornata - 13 novembre 2019 Riethsporthalle, Erfurt                 | Erfurt         | 1 - 3 | FTSV Straubing | 13-25, 25-17, 16-25, 11-25        |
| 7ª giornata - 16 novembre 2019 Turmair Volleyballarena, Straubing      | FTSV Straubing | 3 - 2 | Vilsbiburg     | 25-14, 21-25, 11-25, 25-19, 15-12 |
| 8ª giornata - 1º dicembre 2019 ARENA Schwerin, Schwerin                | Schweriner     | 3 - 0 | FTSV Straubing | 25-21, 25-17, 25-14               |
| 9ª giornata - 7 dicembre 2019 Turmair Volleyballarena, Straubing       | FTSV Straubing | 2 - 3 | Münster        | 25-19, 24-26, 17-25, 25-22, 17-19 |
| 10ª giornata - 14 dicembre 2019 Margon Arena, Dresda                   | Dresdner       | 3 - 0 | FTSV Straubing | 25-20, 25-18, 25-20               |

#### Girone di ritorno
| 12ª giornata - 15 gennaio 2020 Halle am Platz, Wiesbaden           | Wiesbaden      | 1 - 3 | FTSV Straubing | 19-25, 19-25, 25-21, 21-25        |
| 13ª giornata - 18 gennaio 2020 Turmair Volleyballarena, Straubing  | FTSV Straubing | 3 - 2 | Potsdam        | 25-15, 19-25, 25-23, 27-29, 15-12 |
| 14ª giornata - 12 febbraio 2020 SCHARRena, Stoccarda               | MTV Stoccarda  | 3 - 0 | FTSV Straubing | 27-25, 25-17, 25-21               |
| 15ª giornata - 29 gennaio 2020 Turmair Volleyballarena, Straubing  | FTSV Straubing | 3 - 2 | PTSV Aachen    | 25-19, 25-19, 22-25, 22-25, 15-9  |
| 16ª giornata - 1º febbraio 2020 Sporthalle Wolfsgrube, Suhl        | Suhl           | 2 - 3 | FTSV Straubing | 25-22, 20-25, 19-25, 25-17, 11-15 |
| 17ª giornata - 8 febbraio 2020 Turmair Volleyballarena, Straubing  | FTSV Straubing | 3 - 1 | Erfurt         | 19-25, 25-17, 25-17, 25-16        |
| 18ª giornata - 22 febbraio 2020 Ballsporthalle, Vilsbiburg         | Vilsbiburg     | 3 - 1 | FTSV Straubing | 25-23, 17-25, 25-9, 25-21         |
| 19ª giornata - 26 febbraio 2020 Turmair Volleyballarena, Straubing | FTSV Straubing | 0 - 3 | Schweriner     | 18-25, 22-25, 19-25               |
| 20ª giornata - 1º marzo 2020 Sporthalle Berg Fidel, Münster        | Münster        | 3 - 0 | FTSV Straubing | 25-20, 25-23, 25-17               |
| 21ª giornata - 7 marzo 2020 Turmair Volleyballarena, Straubing     | FTSV Straubing | 1 - 3 | Dresdner       | 17-25, 25-20, 20-25, 14-25        |

### Coppa di Germania

#### Fase a eliminazione diretta
| Ottavi di finale - 2 novembre 2019 SCHARRena, Stoccarda | MTV Stoccarda | 3 - 1 | FTSV Straubing | 25-20, 25-17, 24-26, 25-20 |

## Statistiche

### Statistiche di squadra
| Competizione      | Punti | In casa | In casa | In casa | In trasferta | In trasferta | In trasferta | Totale | Totale | Totale |
| Competizione      | Punti | G       | V       | P       | G            | V            | P            | G      | V      | P      |
| ----------------- | ----- | ------- | ------- | ------- | ------------ | ------------ | ------------ | ------ | ------ | ------ |
| 1. Bundesliga     | 24    | 10      | 6       | 4       | 10           | 3            | 7            | 20     | 9      | 11     |
| Coppa di Germania | -     | 0       | 0       | 0       | 1            | 0            | 1            | 1      | 0      | 1      |
| Totale            | -     | 10      | 6       | 4       | 11           | 3            | 8            | 21     | 9      | 12     |

G = partite giocate; V = partite vinte; P = partite perse